# Сашино (Башкортостан)
Сашино (баш. Сашин) — деревня в Фёдоровском районе Республики Башкортостан Российской Федерации. Входит в состав Теняевского сельсовета. 

## География

### Географическое положение
Расстояние до:
- районного центра (Фёдоровка): 9 км,
- центра сельсовета (Теняево): 1 км,
- ближайшей ж/д станции (Мелеуз): 71 км.

## Население
| 2002 | 2009 | 2010 |
| ---- | ---- | ---- |
| 4    | →4   | ↘2   |

### Национальный состав
Согласно переписи 2002 года, преобладающая национальность — русские (100 %).